# Aoujgalia
Aoujgalia es un género de foraminífero bentónico de estatus incierto, tal vez un alga roja, aunque considerado perteneciente a la familia Spirillinidae, del suborden Spirillinina y del orden Robertinida. Su especie tipo es Aoujgalia variabilis. Su rango cronoestratigráfico abarcaba el Viseense (Carbonífero inferior).

## Clasificación
Aoujgalia incluye a la siguiente especie:
- Aoujgalia variabilis †